# Liste des écoles d'art en Suisse
 (juin 2017).
Si vous disposez d'ouvrages ou d'articles de référence ou si vous connaissez des sites web de qualité traitant du thème abordé ici, merci de compléter l'article en donnant les références utiles à sa vérifiabilité et en les liant à la section « Notes et références ».
Cet article présente une liste des écoles d'art en Suisse.

## Canton de Bâle-Ville
- Schule für Gestaltung Basel (SfG), Bâle
- Hochschule für Gestaltung und Kunst (HGK), Bâle

## Canton de Berne
- Haute école des arts de Berne (HKB), département de la Haute École spécialisée bernoise, Berne / Bienne
- Frauenfachschule der Stadt Bern, Berne

## Canton de Fribourg
- eikon EMF, anciennement École de multimédia et d'art de Fribourg (EMAF), Fribourg

## Canton de Genève
- Architeria - École d'art - Armando Locatelli, Genève
- Centre de Formation Professionnelle Arts Genève (CFP Arts), Genève
- Haute École d'art et de design Genève (HEAD)
- IFAGE - arts appliqués
- IPAC Design - Ecole supérieure des métiers du design, Genève
- Ecole de Cinéma de Genève et Lausanne, Genève
- Ecole de journalisme et de communication de Genève, Genève

## Canton de Lucerne
- Hochschule Luzern – Design & Kunst (de) (HGK Luzern), Lucerne

## Canton de Neuchâtel
- École d'arts appliqués de La Chaux-de-Fonds - filière artistique du Centre interrégional de formation des Montagnes neuchâteloises (EAA-CIFOM)

## Canton du Valais
- The Art of Gueguel - École d’art pour enfants et adultes
- École de design et haute école d'art du Valais (EDHEA), Sierre
- École professionnelle des arts contemporains (EPAC), Saxon

## Canton de Vaud
- The Art of Gueguel - École d’art pour enfants et adultes
- Canvas - École de Mode et de Design Graphique, Lausanne
- Ceruleum - École d'arts visuels
- École cantonale d'art de Lausanne (ECAL)
- École d'arts visuels - Têtard, Lausanne
- École romande d'art et de communication (ERACOM), à Lausanne, anciennement École romande des arts graphiques
- École Swiss Design Center Lausanne
- Centre d'enseignement professionnel de Vevey (CEPV)
- EDL - École Dubois Lausanne - Architecture d'intérieur - Graphisme - Design - Mode
- La Manufacture, Haute école des arts de la scène, Lausanne
- Ecole, Idées House, Ecole | Architecture | Intérieur | Design, Lausanne
- Les Maîtres du Monde - école d'art numérique
- Apolline École d’art - école d’art pour enfants et adolescent

## Canton du Tessin
- Centro Scolastico per le Industrie Artistiche (CSIA), Lugano

## Canton de Zurich
- Haute École d'art de Zurich (ZHdK), Zurich